# Left Law
Der Left Law ist ein Hügel in den Pentland Hills. Die 360 m hohe Erhebung gehört zu den südlichsten Kuppen der rund 25 km langen Hügelkette in der schottischen Council Area South Lanarkshire.
Der Weiler Dunsyre ist rund drei Kilometer südöstlich gelegen. Die nächstgelegenen Ortschaften sind das rund acht Kilometer südwestlich gelegene Carnwath sowie West Linton, das neun Kilometer nordöstlich liegt. Zu den umgebenden Hügeln zählen der Harrows Law im Norden, der Bleak Law im Nordosten sowie der Dunsyre Hill im Südosten.

## Umgebung
An den Flanken des Left Laws entspringen mehrere Bäche. Von den Nordhängen, zwischen den Kuppen von Bleak Law und Left Law, fließt der Westruther Burn ab. Dieser mündet unweit von Newbigging in den North Medwin, einen der beiden Quellbäche des Medwin Waters. Dieses mündet nach kurzer Strecke in den Mittellauf des Clydes ein. Der von den Südhängen abfließende Anston Burn mündet unterhalb von Dunsyre in den South Medwin.
An den Südhängen des Left Laws ist ein rund zehn Hektar umfassendes Areal mit rund 45 kleinen Cairns gelegen. Diese sind jedoch vermutlich neueren Datums und nicht von historischer Bedeutung. In keinem der Cairns wurden Anzeichen für Begräbnisstätten gefunden. Ein etwas höher gelegenes Feld umfasst etwa zehn Cairns mit durchschnittlichen Durchmessern von rund drei Metern bei Höhen von einem halben Meter. Auch sie sind vermutlich nicht von historischer Bedeutung und dürften landwirtschaftlichen Ursprungs sein.